# 莎菲拉克利斯塔
莎菲拉克利斯塔（英語：Sapphira Cristál，1988年9月27日—），是歐尼爾·妮可·海恩斯（O'Neill Nichol Haynes）的藝名，其為美國變裝皇后，於2024年參加美國真人實境變裝皇后比賽節目《魯保羅變裝皇后秀》第16季同時獲得亞軍和「麻辣女王」之稱。同時，其也是受過古典藝術訓練的音樂劇歌手及作曲家。

## 早年生活
莎菲拉出生於美国德克萨斯州布拉索斯縣布萊恩，其繼父為綜合格鬥教練索爾·索利茲，而莎菲拉在休斯頓長大並就讀了金德表演與視覺藝術高中，並且在小時候學習了巴西柔術與泰拳。莎菲拉的教育程度止步在羅徹斯特大學的伊士曼音樂學院及巴德學院的朗吉音樂學院學習音樂作曲和歌劇，並沒有完成學士學位。

## 職涯
莎菲拉克利斯塔在羅徹斯特、波士頓、普羅威斯頓及麻薩諸塞展開變裝皇后的表演工作。2024年1月參加《魯保羅變裝皇后秀》第16季比賽，並在第一集時的才藝表演環節獲勝，還因此贏得未來淘汰賽的豁免權。在她的表演中，她表演了歌劇作品《親愛的爸爸》，並在首演的同時發佈了錄音室版本。總而言之，她在整個賽季中於四次挑戰獲勝，其與Xunami Muse被同樣參與節目的挑戰者投票選為「麻辣女王」，並在最終決賽指定曲凱莉·米洛的〈Padam Padam〉敗給妮妃雅。

## 個人生活
莎菲拉是泛性戀者，並居住在費城，而她也與凯莉·罗兰、碧昂絲同屬休斯頓的一座教會。

## 音樂作品

### 單曲

#### 作為首席藝術家
| 年份 | 作品名稱       | 作詞/曲                          | 製作人                | 備註   |
| ---- | -------------- | -------------------------------- | --------------------- | ------ |
| 2024 | 《親愛的爸爸》 | 贾科莫·普契尼、吉瓦奇諾·弗爾扎諾 | 喬納森·埃斯塔布魯克斯 | [ 13 ] |

## 影視作品

### 電視節目
| 年份   | 節目名稱                             | 播出平台    | 備註           |
| ------ | ------------------------------------ | ----------- | -------------- |
| 2024年 | 《魯保羅變裝皇后秀》第16季           | MTV（美國） | 亞軍、麻辣女王 |
| 2024年 | 《魯保羅變裝皇后秀：幕後直擊》第16季 | MTV（美國） | 亞軍、麻辣女王 |